# Cal Dens (Vallcebre)
Cal Dens és una masia del municipi de Vallcebre. Està situada al raval de Belians, a una alçada de 1.215 msnm. Forma part de l'Inventari del Patrimoni Arquitectònic de Catalunya.

## Descripció
Masia de planta rectangular que consta de planta baixa, dos pisos i golfes, amb coberta a dues vessants i el carener perpendicular a la façana de llevant. A l'edifici original, del segle xviii, es va adossar un nou cos que respecta la mateixa tipologia al mur de llevant, ampliant-la considerablement amb obra arrebossada. Els materials emprats per fer això són moderns. Les obertures són quadrangulars.

## Notícies històriques
Situada al terme parroquial de Santa Maria de Vallcebre, la masia es va construir al segle xviii i es va ampliar a finals del segle xx.